# Toshiko Ueda
Toshiko Ueda (上田 トシコ, Ueda Toshiko, Tokio, 14 augustus 1917 – aldaar, 7 maart 2008) was een Japans mangaka die een grote invloed uitoefende op de hedendaagse shojo-manga. Ze gebruikte drie pseudoniemen: 上田としこ voor manga, 上田とし子 voor krantenartikels en later 上田トシコ. Alle drie worden in het Japans uitgesproken als Ueda Toshiko.

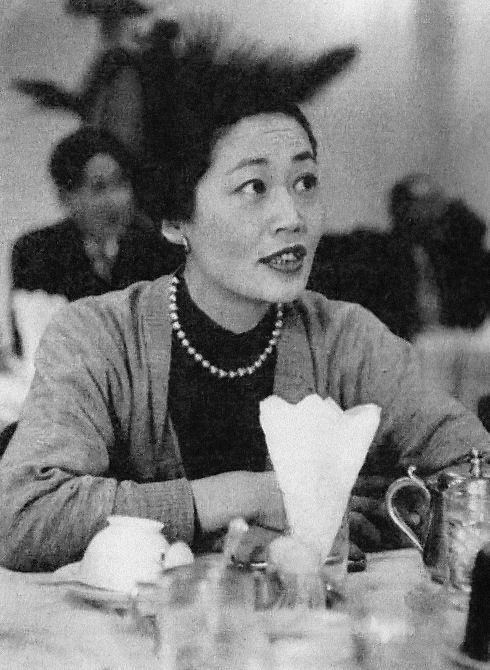
Toshiko Ueda, circa 1956.

Ueda werd geboren in Tokio, maar bracht het merendeel van haar kindertijd door in Harbin te Mantsjoerije. Na de lagere school keerde ze terug naar Japan. In 1935 werd ze de leerling van Katsuji Matsumoto. Ze begon reeds met het tekenen van manga voor de Tweede Wereldoorlog, maar debuteerde pas erna. Dit was met Boku-chan in 1951 in het tijdschrift Shojo Book. Ueda werkte een tijdlang voor de radio-afdeling van NHK, maar verliet het bedrijf om tijdelijk naar de Verenigde Staten te trekken. Op 7 maart 2008 overleed Ueda aan hartfalen, dit op negentigjarige leeftijd.
Ueda was vooral bekend van de manga Fuichin-san, welke de vijfde jaarlijkse Japan Cartoonists Association Award for Excellence won. Het werk ontving in 1960 ook de Shogakukan Manga-prijs. In 1999 werd ze gelauwerd vanwege verleende diensten tijdens het 100-jarige jubileum van de Japanse auteursrechtenwet. Ze was een van de eerste vrouwelijke shojo-mangaka, dit in een tijd waarin het werkveld gedomineerd werd door mannen.

## Werkselectie
- Boku-chan (ぼくちゃん), Shojo Book (1951 – december 1958).
- Bonko-chan (ぼんこちゃん), Ribon (september 1955 – december 1961).
- Fuichin-san (フイチンさん), Shojo Club (januari 1957 – maart 1962).
- Ohatsu-chan (お初ちゃん), Heibon (februari 1958 – april 1969).
- Ako-Baachan (あこバアチャン), Ashita no Tomo (1973 – 2002).